# 後藤恕作
後藤 恕作（ごとう じょさく、安政5年3月6日（1858年4月19日） - 昭和4年（1929年）3月6日）は播磨国（兵庫県）生まれの実業家。後藤毛織製造所（後に東京毛織）の創立者であり、明治から昭和初期にかけて活躍した。

## 略歴
播磨国揖東郡網干村（現・兵庫県姫路市）生まれ。明治8年（1875年）に清国公使として赴任した森有礼に随行し、北京で毛織染色法を学んだ。日本に帰国後、明治12年（1879年）本郷で小工場を設立しなめし革、毛糸紡績を行ったがこれは失敗し、じゅうたんなどの製造を始めた。明治13年（1880年）芝区白金台（現東京都港区）に民間としては日本初の毛織物工場である後藤毛織製造所を設立、明治25年（1892年）には大井町（現品川区）にも工場を進出させて生産基盤を強化し、日清戦争、日露戦争期には業績を躍進させた。
明治33年（1900年）の過剰恐慌により、後藤毛織製造所を三井に売却したが、その後中島銀行の援助を受けて、島田毛織製造所を設立、明治40年（1907年）、同社は後藤毛織と改称、第一次世界大戦期に東京毛織物、東京製絨と合併し、東京毛織となった。
昭和3年（1928年）、緑綬褒章を受章した。岐阜県各務原市、岐阜市に別荘を建設したが昭和7年（1932年）に後藤毛織が倒産した後、手放している。
長谷川栄作によって大正9年（1920年）、後藤恕作立像が作られている。

## 家族
- 父・後藤與平次 - 後藤家は兵庫県網干町で酒類商を営む旧家だったが、與平次の代に江戸に転居[14]
- 前妻・シゲ - 東京・芝車町（現：高輪二丁目）の料理屋「万清楼」の娘。同店はアーネスト・サトウも贔屓にする有名店だった。父・石井鎌太郎は料理店経営のほか、毛布製造会社の経営参画、不動産経営、株式投資も行ない、各地の鉄道・電燈会社の大株主でもあった[15]。
- 長男・績 - 後藤毛織役員。岳父に和田維四郎。
- 二男・廣志 - 後藤毛織役員。
- 二女・ツム - 東京女学館出身。子爵橋本長俊（橋本綱常二男）の妻。
- 三女・藤枝 - 東京女学館出身。高羽憲次の妻
- 三男・待三
- 四男・又男
- 後妻・京子 - 後藤と死別後、1931年に永野修身と再婚。

## 別邸
いずれも昭和7年（1932年）に後藤毛織倒産後人手に渡った。
- 木曽川別荘(各務原市鵜沼山崎町) - 終戦後は占領軍に接収され、日本人立入禁止の米軍専用遊興クラブ「STORK CLUB」に使われた[16]。解体されたのち、一部が結婚式場の敷地内に移され、萬松園（川上貞奴の元別荘）横に復元された[12]。
- 城山荘（各務原市鵜沼南町城山） - 犬山橋北詰東にある岩山頂上の鵜沼城跡に建てられた。ホテルレストランになったが昭和47年の火災により閉館、解体。
- 長良川別荘（岐阜市長良） - 大正11年（1922年）に長良河畔に建設。秦の始皇帝の宮殿を模して阿房宮と名付けられた。内部は赤漆と螺鈿や七宝で飾られていたという。後藤毛織倒産後、隣接して木造三階建ての宿泊施設が建てられ、阿房宮とともに岐阜市営の長良川ホテルとして昭和8年（1933年）に開業[17]。外国人観光客誘致を目的とし、風呂付き洋室15室、日本間6室の客室のほか、大食食堂、バー、余興場、撞球場、バルコニー、納涼露台、テニスコートなどを備え、運営は築地精養軒出身で東京丸の内会館を経営していた五百木竹四郎に委託された[18][19]。終戦直後は進駐軍に接収された。昭和45年（1970年）にホテルが近鉄に事業譲渡された際に、本館は改築されてホテルとして営業を続け、別館として使われていた阿房宮は関市池尻の「関の孫六苑」に移築され、結婚式場として使用されていたが1990年（平成2年）に廃業した。長良川ホテル本館は2000年（平成12年）に閉館され、跡地に長良川うかいミュージアムが建てられた[20]。